# Ilin
Ilin (en rus: Ильин) és un poble (un khútor) de l'óblast de Rostov, a Rússia, que en el cens del 2010 tenia 37 habitants, pertany al municipi de Bókovskaia.